# Leszek Mazur
Leszek Mazur (ur. 12 lipca 1962 w Zawierciu) – polski prawnik i sędzia, w latach 2018–2021 przewodniczący Krajowej Rady Sądownictwa.

## Życiorys
W 1986 ukończył z wyróżnieniem studia na Wydziale Prawa i Administracji Uniwersytetu Wrocławskiego i do 1987 był zatrudniony jako asystent w Katedrze Prawa Finansowego tego wydziału.
Odbył aplikację sądową we Wrocławiu (1989). Od 1990 do 1993 był asesorem i sędzią Wydziału Karnego Sądu Rejonowego w Częstochowie. W latach 1994–2003 pełnił funkcję przewodniczącego Wydziału Ksiąg Wieczystych Sądu Rejonowego w Myszkowie, od marca 2003 do listopada 2004 oddelegowany do Wydziału Cywilnego i Cywilnego Odwoławczego Sądu Okręgowego w Częstochowie. Od listopada 2004 jest sędzią Sądu Okręgowego w Częstochowie. Orzeka w Wydziale Cywilnym Odwoławczym. Przez 14 lat pełnił funkcję sędziego wizytatora do spraw cywilnych, rodzinnych, gospodarczych i wieczystoksięgowych.
6 marca 2018 został wybrany przez Sejm w skład Krajowej Rady Sądownictwa (KRS) na czteroletnią kadencję, a od 27 kwietnia 2018 był jej przewodniczącym.
Wobec wniosku zarządu Europejskiej Sieci Rad Sądownictwa (European Network of Councils for the Judiciary – ENCJ) o wykluczenie KRS z tej organizacji ze względu na niespełnianie wymagań ENCJ w zakresie niezależności od legislatywy i egzekutywy oświadczył, że „ewentualne zawieszenie Rady w prawach członka ENCJ, a nawet wykluczenie z tej organizacji nie zaszkodzi polskiemu sądownictwu”.
Jego brat Witold jest prezesem Sądu Apelacyjnego w Katowicach.
Dnia 11 marca 2019 r. Zastępca Rzecznika Dyscyplinarnego Sędziów Sądów Powszechnych Przemysław Radzik podjął czynności wyjaśniające, w postępowaniu dyscyplinarnym sędziów i asesorów sądowych, w sprawie możliwej nieterminowości w sporządzaniu uzasadnień orzeczeń w 112 sprawach powierzonych mu do rozpoznania w latach 2015–2018.
5 listopada 2019 Rzecznik Dyscyplinarny Sędziów Sądów Powszechnych poinformował, że zostało wszczęte postępowanie dyscyplinarne przeciwko Leszkowi Mazurowi. Zastępca Rzecznika przedstawił zarzuty „popełnienia 26 przewinień dyscyplinarnych z art. 107 §1 ustawy Prawo o ustroju sądów powszechnych, polegających na każdorazowo oczywistej i rażącej obrazie przepisów Kodeksu postępowania cywilnego – art. 329 kpc poprzez sporządzanie uzasadnień do uprzednio wydanych orzeczeń z przekroczeniem ustawowego terminu i bez usprawiedliwienia jego uchybienia”.
14 stycznia 2021 został odwołany z funkcji przewodniczącego KRS. Pierwsza prezes Sądu Najwyższego Małgorzata Manowska zwróciła się o opinię prawną w związku z sytuacją w Krajowej Radzie Sądownictwa. 18 stycznia przekazano, że według tej opinii czynności zmierzające do odwołania przewodniczącego i członka prezydium KRS były niezgodne z prawem, w związku z tym 21 stycznia 2021 dobrowolnie zrezygnował z funkcji przewodniczącego Krajowej Rady Sądownictwa.